# Megyeszékhely
Azokban az országokban, ahol léteznek megyék (vagy hasonló szintű közigazgatási területi egységek), megyeszékhelynek nevezzük a megye ügyeit intéző hivatali szervezet működésének állandó helyt adó települést.

## A megyék és megyeszékhelyek viszonya
A megyeszékhelyek gyakran maguk is részei az érintett megyének, mint például az írországi Mayo megye székhelye, Castlebar. Máskor azonban a megyeszékhely önálló közigazgatási területi egységet képez, mint a magyarországi Pest vármegye székhelye, Budapest, amely nem része a megyének, hanem az ország fővárosaként különálló státusszal rendelkezik. Gyéren lakott megyék esetében arra is akad példa, hogy a megyeszékhely egy másik megyében található, mint az amerikai Dél-Dakota állambeli Todd megye, amelynek székhelyeként a szomszédos Tripp megye Winner nevű városa funkcionál.
Előfordul az is, hogy egy adott megye székhelye önálló települési státusszal nem rendelkező lakotthely. Például az USA Maryland államában lévő Howard megye székhelye, Ellicott City, nem rendelkezik önálló települési státusszal (önkormányzati joggal). 
Arra a helyzetre is akad példa, hogy egy megyei szintű közigazgatási egység egyetlen településből áll, vagy benne nem alakultak ki különálló települések. Az Egyesült Államokban New York megye egybeesik New York város Manhattan nevű kerületével, így formálisan egyetlen településből áll, ami a megyeszékhely funkcióját is betölti. A virginiai Arlington megye egybefüggő, nagyrészt városi jellegű lakotthely, amely nem oszlik önálló településekre, így a megye és a megyeszékhely egybeesik.
Léteznek olyan megyék, amelyeknek két székhelye is van. Például az amerikai Arkansas állam Prairie megyéjében megyeszékhelyként funkcionál Des Arc és DeValls Bluff is.

## Az Európai Unió és az EFTA területén
Az Európai Unióban és a vele szoros kapcsolatban lévő EFTA-országokban, valamint a tagjelölt államokban működik a statisztikai célú területi egységek nómenklatúrája, amely a megye jellegű közigazgatási egységeket a NUTS3 szintbe sorolja. Ezeket a területi egységeket – gyakran a helyi elnevezést is tükrözve – magyarul néha megyének nevezzük, néha viszont más névvel illetjük. Norvégia fylke nevű közigazgatási egységeit például magyarul megyének mondjuk, Svájc NUTS3 szintű közigazgatási egységeit viszont hagyományosan kantonnak nevezzük. Amikor egy NUTS3 szintű közigazgatási egységet magyarul megyének nevezünk, akkor a terület közigazgatási központját tipikusan megyeszékhelynek nevezzük, amikor azonban a megye jellegű területet nem megyének nevezzük, akkor jellemzően a székhelyet sem megyeszékhelynek mondjuk. Így például a svájci Uri kanton székhelyét, Altdorfot, a kanton fővárosának mondjuk.

### Magyarországon
A magyarországi megyeszékhelyeket az Alaptörvény 11. módosítása nyomán vármegyeszékhelynek nevezzük.

### Franciaországban
Franciaország közigazgatási beosztása az országot 96 (a tengerentúli területekkel együtt 101) megyére osztja. Az egyes megyék adminisztrációját a prefektúrák végzik, amelyek a megyeszékhelyeken működnek. Franciául magukat a prefektúráknak otthont adó településeket is nevezik prefektúrának (franciául préfecture), de a chef-lieu elnevezést is használják a megyeszékhelyekre.